# Brachypelma boehmei
Brachypelma boehmei är en spindelart som beskrevs av Schmidt och Klaas 1993. Brachypelma boehmei ingår i släktet Brachypelma och familjen fågelspindlar. Inga underarter finns listade.